# ユキラブ
「ユキラブ」（ゆきらぶ）は、Julietの8枚目のシングル。2010年12月15日発売された。

## 概要
- 前作から約2ヶ月ぶりとなるシングル作品。

## 収録曲
1. ユキラブ　
  - 作詞・作曲：Maiko／編曲：田中隼人
2. 「声が聞きたくて」  
  - 作詞：Maiko／作曲：THE COMPANY

## DVD（初回限定盤）収録内容
1. ユキラブ（Music Video）
2. ユキラブ（Music Video メイキング）